# Flensburger Maschinenbau-Anstalt Johannsen & Sörensen
Die Flensburger Maschinenbau-Anstalt Johannsen & Sörensen war eine 1905 gegründete Schiffswerft in Flensburg.

## Geschichte
Das Unternehmen wurde im Jahre 1905 als Johannsen & Sörensen gegründet und produzierte zunächst in der Hauptsache Mineralwassermaschinen. Nach einem Umzug in die Flensburger Neustadt begann eine neue Abteilung von Johannsen & Sörensen 1934 mit der Reparatur von Schiffen.
Im Verlauf des Zweiten Weltkriegs errichtete man eine weitere neue Betriebsstätte, vor dem Kraftwerk beim Flensburger Außenhafen, die ausschließlich für Schiffsreparaturen bestimmt war. Der neue Betriebsteil nahm im Frühjahr 1943 seine Arbeit auf und wurde schon am 19. Mai 1943 bei einem der Luftangriffe auf Flensburg schwer in Mitleidenschaft gezogen. Mitte 1944 ließ Johannsen & Sörensen ein im Freihafen erbautes 500-Tonnen-Schwimmdock zu Wasser.
Nach Kriegsende nahm man zunächst den Schiffsreparaturbetrieb wieder auf und begann kurz darauf auch mit dem Neubau von Fischkuttern. Ab 1949 erstellte man zwei Bauhellinge, um im Rahmen des Potsdamprogramms kleine Küstenmotorschiffe von rund 425 Tonnen Tragfähigkeit bauen zu können. Der Bau größerer Schiffe war zu jener Zeit noch nicht möglich. Bald folgte der Bau einer dritten größeren Helling, auf der auch größere als Potsdam-Schiffe entstanden. Obwohl die Schiffe der Werft hohe Anerkennung fanden, geriet Johannsen & Sörensen schon um 1953/54 in finanzielle Schieflage und musste schließen.

## Neubauten der Werft
Insgesamt entstanden bis Mai 1954 ein Schwimmdock, drei Fischkutter und mindestens zwölf Frachtschiffe bei der Flensburger Maschinenbau-Anstalt, acht 425-Tonnen-Weselmann-Kümos, ein 670-Tonner, zwei 890-Tonner und ein Schiff mit 1150 Ladetonnen.
| Bauname            | Bau- nummer | IMO- Nummer | Schiffstyp          | Ver- messung | Ablieferung        | Auftraggeber                                                 | Umbenennungen und Verbleib |
| ------------------ | ----------- | ----------- | ------------------- | ------------ | ------------------ | ------------------------------------------------------------ | --- |
| Hein Erich         | 103         |             | Fischkutter         | 16 BRT       | 1947               | C.&.W. Jacobsen, Gothmund                                    | |
| Jan Meeder         | 105         | 5169629     | Küstenmotor- schiff | 297 BRT      | August 1950        | Johan Meeder, Flensburg                                      | 1956 auf 46,80 m verlängert und 423 BRT vermessen, 1965 Anneliese K., am 27. Juli 1971 zwei Seemeilen nördlich von Whitby gestrandet und ab Dezember 1972 durch Tees Marine Service in Middlesbrough verschrottet. |
| Merkur             | 106         | 5232816     | Küstenmotor- schiff | 291 BRT      | November 1950      | Anni Trittelvitz Witwe, Flensburg                            | 1952 auf 47,00 m verlängert und 400 BRT vermessen, 1972 verschrottet. |
| Schleswig-Holstein | 107         | 5315400     | Küstenmotor- schiff | 300 BRT      | April 1951         | Annine Hoft, Flensburg                                       | 1954 auf 49,10 m verlängert und 391 BRT vermessen, 1964 Haithabu, 1965 Carmen, 1972 Agelo D., 1982 Mary II, 1990 Koumianos K., 1996 Ioannis G.Fasilis, 2007 Mouhssine, Verbleib ungeklärt.                         |
| Traute Sarnow      | 108         | -           | Küstenmotor- schiff | 300 BRT      | Mai 1951           | H. Sarnow, Flensburg                                         | Am 25. Juli 1954 auf einer Reise von Cardiff nach Ostende mit Kohle vor Gurnard's Head verlorengegangen. |
| Münster            | 109         | 5380479     | Küstenmotor- schiff | 300 BRT      | 15. September 1951 | "Edegetra" EDG-Transport (F. Dahm), Flensburg                | 1954 auf 49,10 m verlängert und 397 BRT vermessen, 1962 Viksø, 1986 Jytte Steen, 1993 Carla A., 1993 Cindy B., 1996 Sea Cab, 2000 Alex I, 2000 Don Rogelio I, Verbleib ungeklärt.                                  |
| Maria Althoff      | 110         | 5121859     | Küstenmotor- schiff | 297 BRT      | Oktober 1951       | "Hera" Schiffahrts & Transport-Gesellschaft, Flensburg       | 1954 auf 49,10 m verlängert und 398 BRT vermessen, 1957 Fritz Raabe, 1970 Kilcrea, ab Juli 1984 in Dublin verschrottet.                                                                                            |
| Hermann Althoff    | 111         | 5148962     | Küstenmotor- schiff | 300 BRT      | 30. April 1952     | "Hera" Schiffahrts & Transport-Gesellschaft, Flensburg       | 1955 auf 49,10 m verlängert und 399 BRT vermessen, 1965 Tramp, am 7. Oktober 1978 Maschinenschaden auf der Weser, in Oldenburg zunächst aufgelegt und dort ab Juli 1982 verschrottet.                              |
| Torøsand           | 112         | 5365247     | Küstenmotor- schiff | 299 BRT      | Juli 1952          | Rederiet Johannes Jørgensen, Assens                          | 1956 auf 48,70 m verlängert und 389 BRT vermessen, 1972 Rafi, 1975 Lyngsaa, 1980 Salva 1, 1999 Sanoobar, Verbleib ungeklärt.                                                                                       |
| Hera               | 113         | -           | Küstenmotor- schiff | 637 BRT      | April 1953         | "Hera" Schiffahrts & Transport-Gesellschaft, Flensburg       | 1956 Johann Ahlers, am 30. Oktober 1956 auf einer Reise von Roquetas nach Reykjavík mit Salz vor Reykjanes verlorengegangen.                                                                                       |
| Amisia             | 114         | 5413680     | Küstenmotor- schiff | 633 BRT      | Mai 1953           | "Amisia" Schiffahrtsgesellschaft Gebrüder Schmitz, Flensburg | 1955 auf 62,50 m verlängert und 805 BRT vermessen, 1967 Somia, 1966 Farag, am 12. März 1976 auf einer Ballastreise von Lattakia nach Piräus in Position 55°40,30'N; 034°34,35'E verlorengegangen.                  |
| Harnis             | 115         | 5143003     | Küstenmotor- schiff | 783 BRT      | November 1953      | Larsen Reederei, Flensburg                                   | Am 24. Februar 1975 auf einer Reise von Ijmuiden nach Whitby mit Eisen nach Kollision mit dem Logger SRT-4573 in Position 53,57°N; 000,26°E gesunken.                                                              |
| Langkara           | 117         | 5203322     | Küstenmotor- schiff | 522 BRT      | Mai 1954           | Pelajaran Nasional Indonesia, Jakarta                        | 1988 in Indonesien verschrottet. |

## Galerie

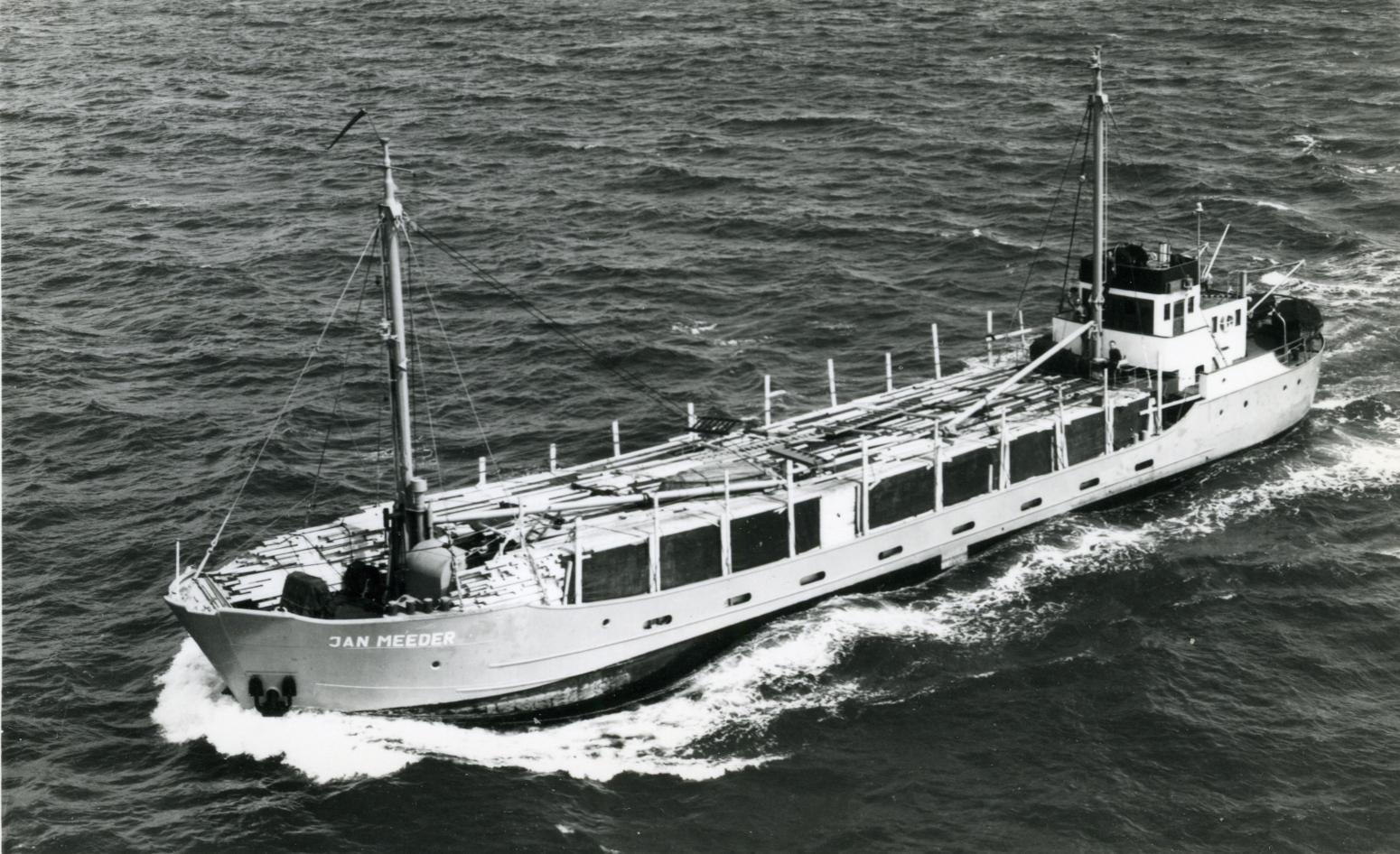
Jan Meeder, Baunummer 105
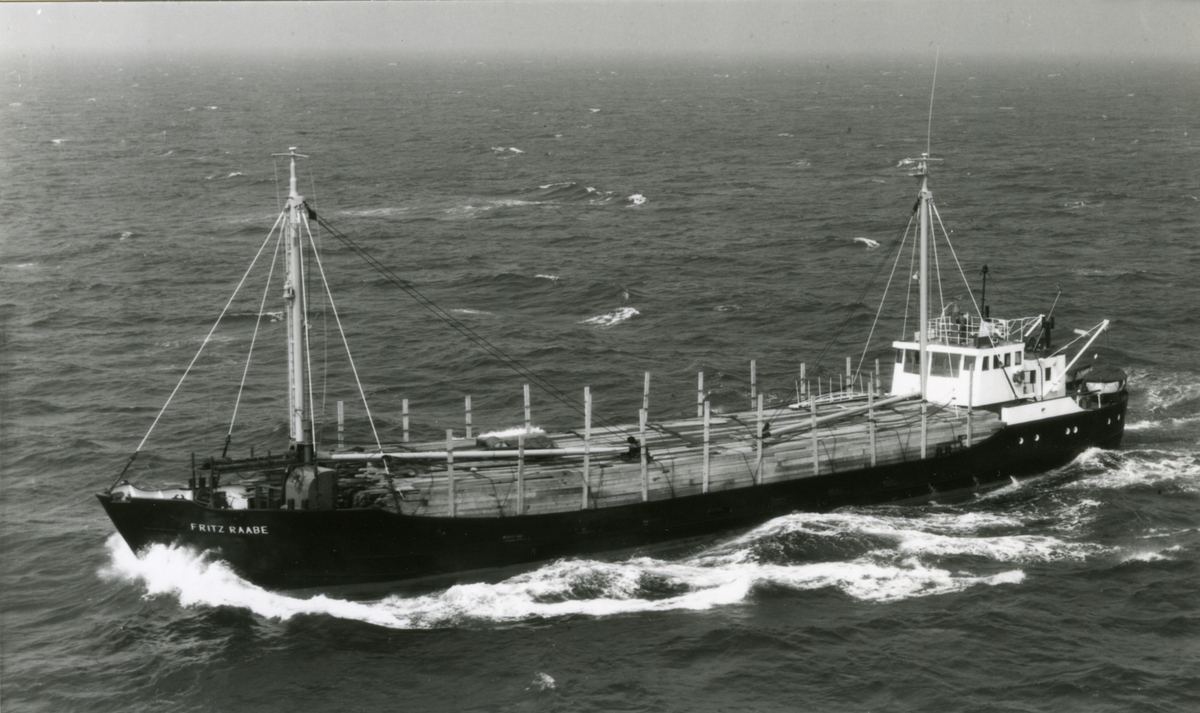
Fritz Raabe, Baunummer 110
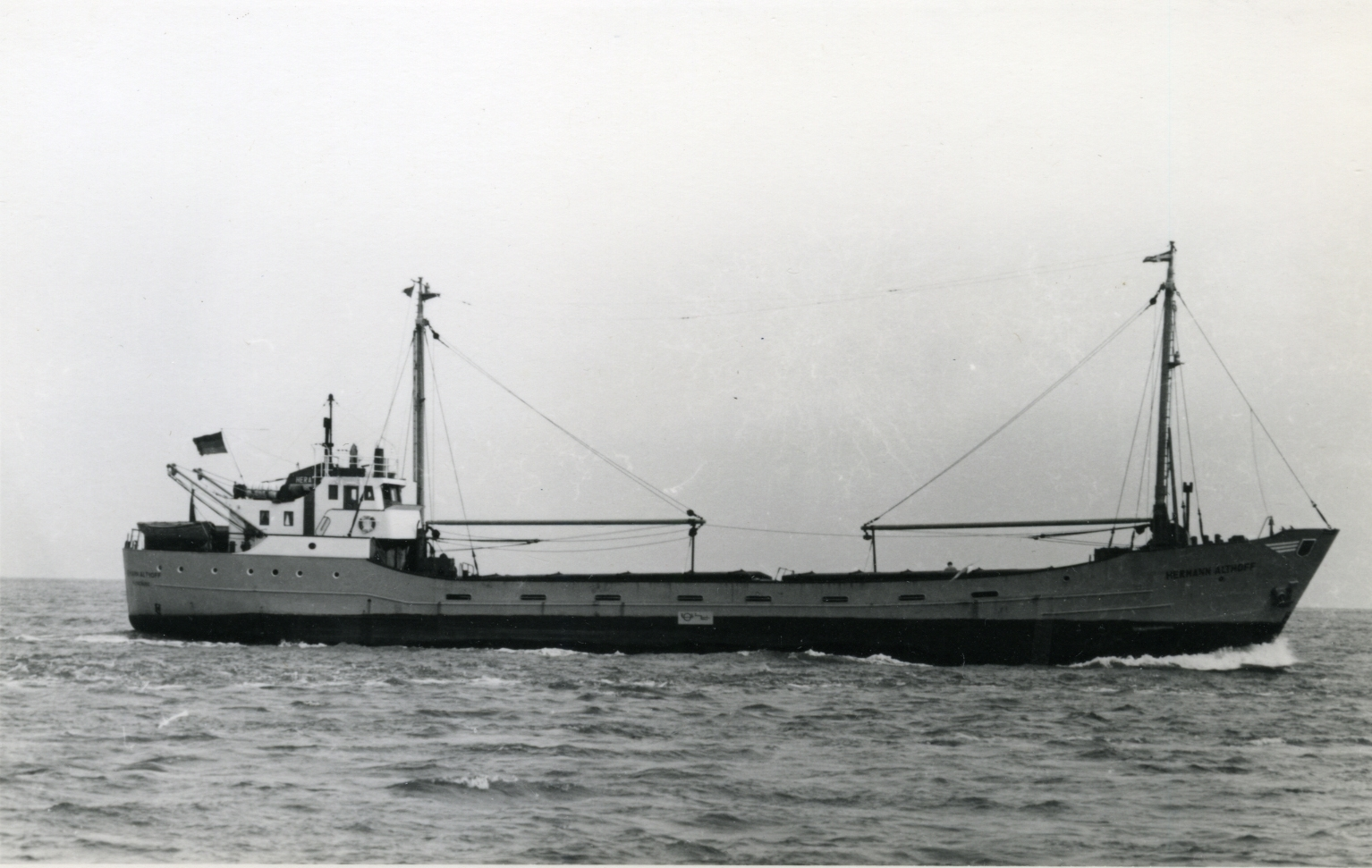
Hermann Althoff, Baunummer 111
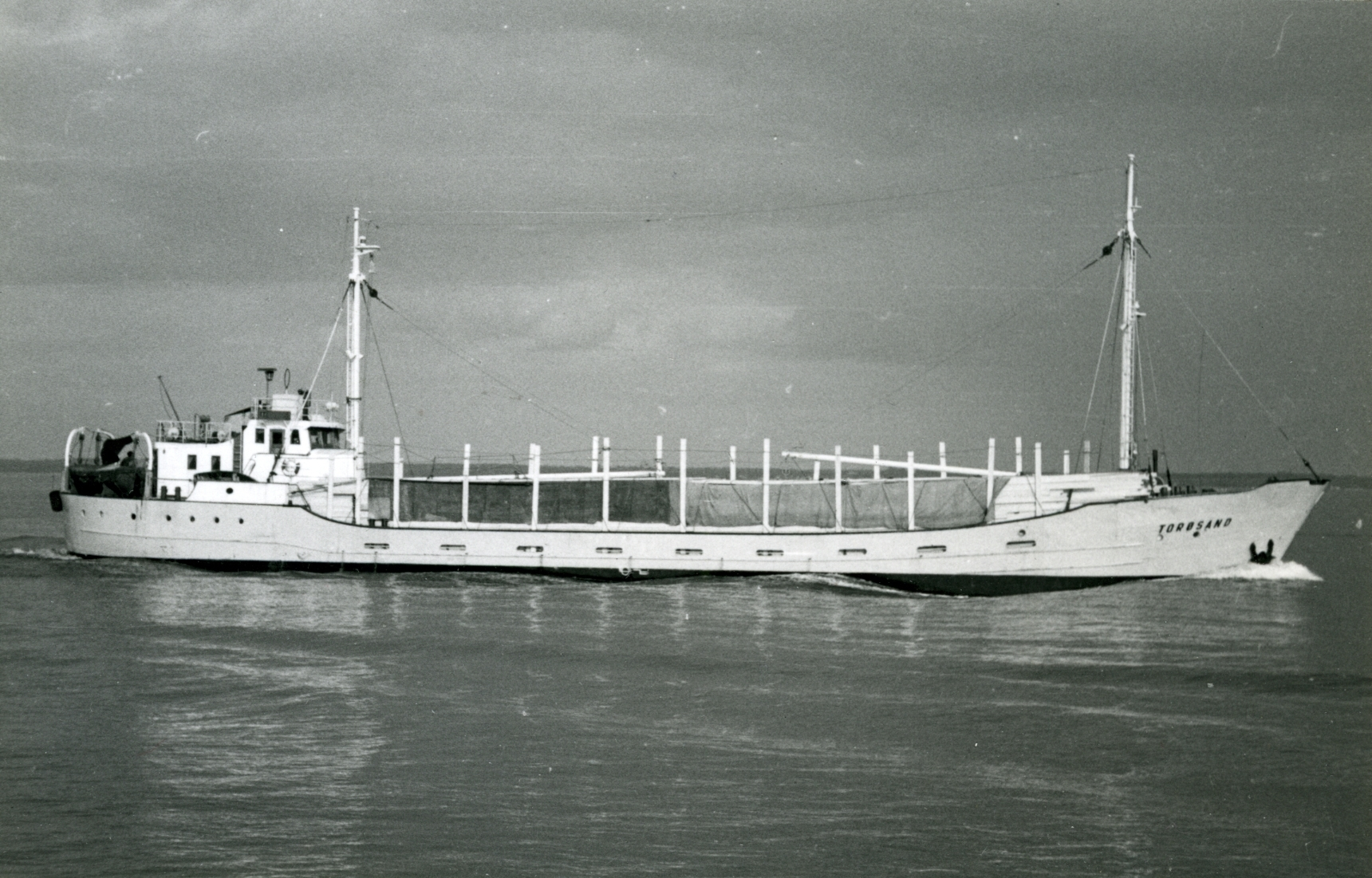
Torøsand , Baunummer 112
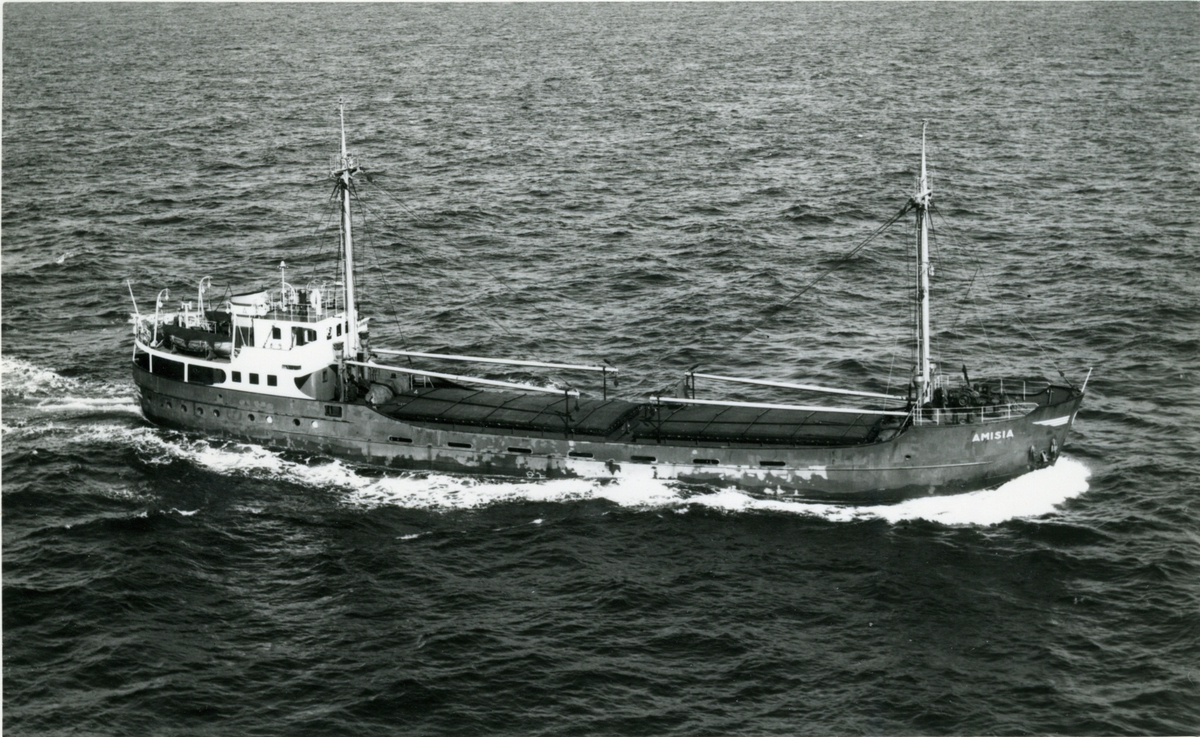
Amisia, Baunummer 114
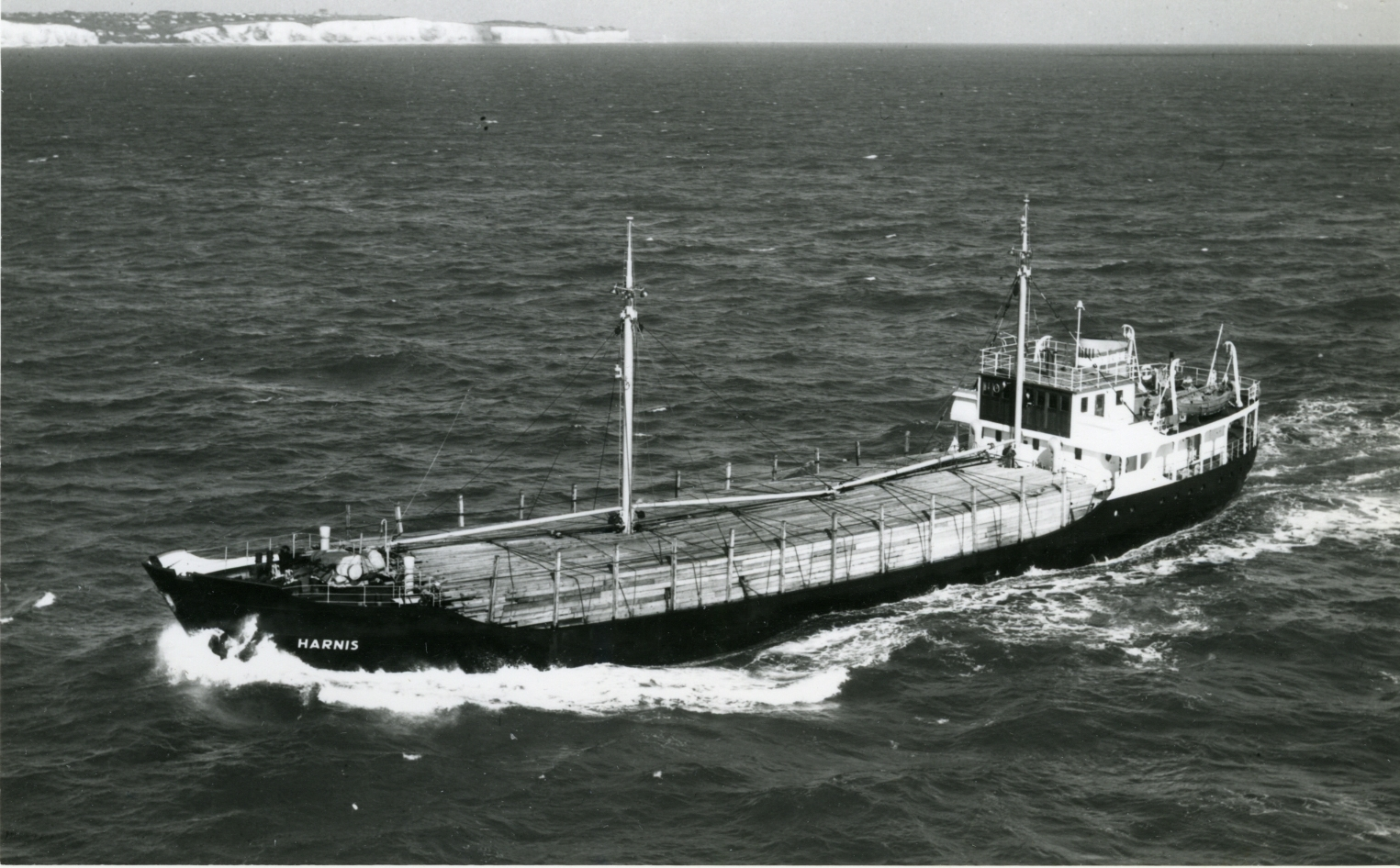
Harnis, Baunummer 115